# Éphrem II de Jérusalem
Éphrem II (en grec Εφραίμ B, né à Athènes sous le nom de Efthymios,  mort en 1770) fut patriarche orthodoxe de Jérusalem de décembre 1766 au 26 avril 1770.